# Hardin (Illinois)
Pour les articles homonymes, voir Hardin.
Ne pas confondre avec le comté situé dans le même État, le comté de Hardin.
La ville de Hardin est le siège du comté de Calhoun, dans l’État de l’Illinois, aux États-Unis. Sa population s’élevait à 967 habitants lors du recensement de 2010, estimée à 913 habitants en 2018.

## Démographie
| Groupe            | Hardin | Illinois | États-Unis |
| ----------------- | ------ | -------- | ---------- |
| Blancs            | 98,2   | 71,5     | 72,4       |
| Métis             | 0,7    | 2,3      | 2,9        |
| Afro-Américains   | 0,6    | 14,6     | 12,6       |
| Asiatiques        | 0,2    | 4,6      | 4,8        |
| Autres            | 0,0    | 6,7      | 6,4        |
| Amérindiens       | 0,2    | 0,3      | 0,9        |
| Total             | 100    | 100      | 100        |
|                   |        |          |            |
| Latino-Américains | 0,8    | 15,8     | 16,7       |

## Source
- (en) Cet article est partiellement ou en totalité issu de l’article de Wikipédia en anglais intitulé « Hardin, Illinois » (voir la liste des auteurs).

1. ↑  (en) « Population and Housing Unit Estimates » (consulté le 22 février 2020)
2. ↑  (en) « Census of Population and Housing », Census.gov (consulté le 4 juin 2015)
3. ↑  (en) « Hardin, IL Population - Census 2010 and 2000 », sur censusviewer.com (consulté le 3 avril 2016)
4. ↑  (en) « Population of Illinois - Census 2010 and 2000 », sur censusviewer.com (consulté le 3 avril 2016)